# دومینیک کورنو
دومینیک کورنو (اسپانیایی: Dominique Cornu‎؛ زادهٔ ۱۰ اکتبر ۱۹۸۵) دوچرخه‌سوار اهل بلژیک است.
از باشگاه‌هایی که در آن رکاب زده‌است می‌توان به تیم کوئیک‌استپ فلورز، تیم سانوب، اسپورت فلاندر-بالوزه، و ورانداس ویلمز–کرلان اشاره کرد.